# Klejsskov
Klejsskov, Rårup Sogn, er en del af en større fredskov ved Juelsminde og Klejs i Østjylland.
|  | Denne artikel om lokaliteten Klejsskov kan blive bedre, hvis der indsættes et (bedre) billede. Du kan hjælpe ved at afsøge Wikimedia Commons for et passende billede eller lægge et op på Wikimedia Commons med en af de tilladte licenser og indsætte det i artiklen. |

55°44′00″N 9°57′30″Ø / 55.73333°N 9.95833°Ø